# Iridomyrmex breviantennis
Espèce
Iridomyrmex breviantennis est une espèce fossile de fourmis (famille des Formicidae) de la sous-famille des Dolichoderinae et du genre Iridomyrmex.

## Classification
L'espèce Iridomyrmex breviantennis a été décrite par Nicolas Théobald en 1937. Cet holotype R484+ 10, empreinte et contre empreinte, de l'ère Cénozoïque, et de l'époque Oligocène (33,9 à 23,03 Ma) faisait partie de la collection Mieg conservée au musée d'histoire naturelle de Bâle en Suisse et vient du gisement de Kleinkembs. À cette espèce appartiennent en outre les cotypes suivants R140, 252, 463, 524, 655, 960, 315, + 818, 59 (?), 21 (?) ainsi que les échantillons 678, 346, 557, 280. 

### Citations
L'espèce Iridomyrmex breviantennis a été citée en 1992 par l'entomologiste américain Shattuck (d) (1959-).

### Nomen dubium
En 2011, l'espèce Iridomyrmex breviantennis est déclarée nomen dubium de Iridomyrmex par Heterick & Shattuck et reprise en 2012 par Bolton.

### Étymologie
L'épithète spécifique latine breviantennis signifie « à raccourcir ».

## Description

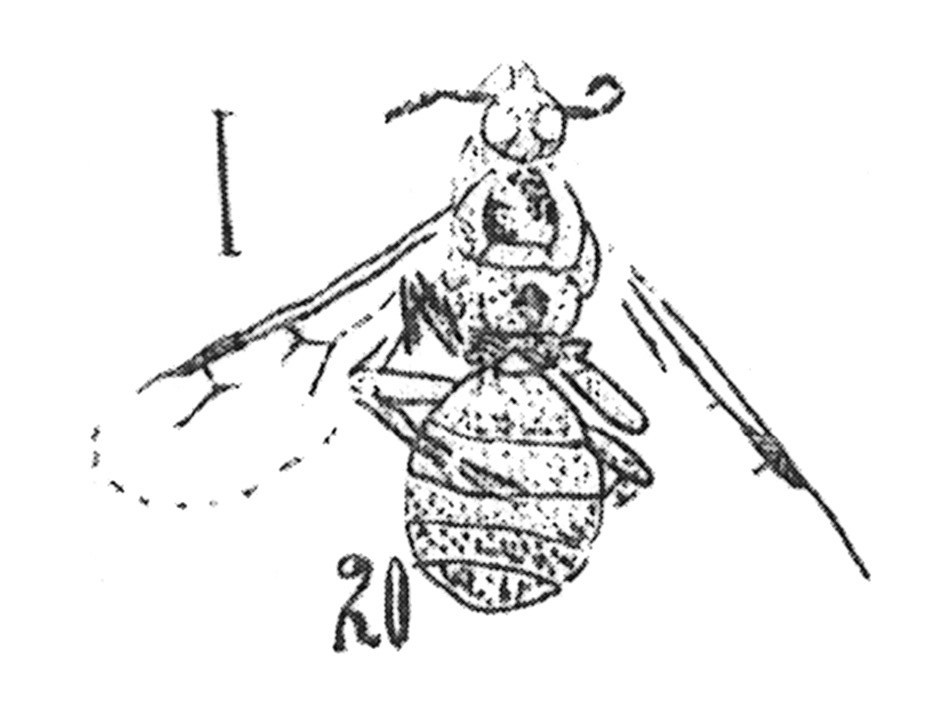
Iridomyrmex breviantennis N. Théobald 1937 holotype éch R484 x4 p. 209 pl.XIV Hyménoptères du Sannoisien de Kleinkembs.

### Caractères
La diagnose de Nicolas Théobald en 1937, : 

« Insecte noirâtre à pattes brunes et ailes transparentes avec nervures et stigma jaunes.
Tête de forme arrondie ; deux gros yeux ovales ; ocelles non visibles ; mandibules arquées, à bord masticateur droit, denté ; clypeus large et court, droit à l'arrière, convexe à l'avant ; antennes de treize articles insérées entre le clypeus et les yeux. Le premier article est court ; scape court ; funicule formé de 11 articles courts. Les antennes ont une longueur équivalente à une fois et demie celle de la tête. Mandibules et antennes de teinte jaunâtre, alors que le reste de la tête est noirâtre. Cou net. Thorax de forme ovale, un peu rétréci vers l'apex ; scutellum arrondi vers l'arrière. Pétiole court, un article transversal. Abdomen subsphérique, cinq segments visibles. Ailes transparentes ; stigma jaune. On devine la cellule discoïdale et les deux cellules cubitales. Cuisses fortes de teinte brune. ».

### Dimensions
La longueur totale est de 6 mm.

### Affinités
« Très voisin de Iridomyrmex cf. Goepperti du même gisement ; mais s'en distingue facilement par les antennes de taille moindre. Ce même caractère le distingue des autres espèces Iridomyrmex de l'ambre de la Baltique,. »

### Publication originale
- [Nicolas Théobald 1937] Nicolas Théobald, « Les insectes fossiles des terrains oligocènes de France 473 p., 17 fig., 7 cartes,13 tables, 29 planches hors texte », Bulletin Mensuel de la Société des Sciences de Nancy et Mémoires de la Société des sciences de Nancy, Imprimerie G. Thomas,‎ 1937, p. 1-473 (ISSN 1155-1119 et 2263-6439, OCLC 786027547). .